# Liriomyza artemsicola
Liriomyza artemsicola är en tvåvingeart som beskrevs av de Meijere 1924. Liriomyza artemsicola ingår i släktet Liriomyza och familjen minerarflugor.
Artens utbredningsområde är Nederländerna. Inga underarter finns listade i Catalogue of Life.